# Шпион внутри
«Шпион внутри» (англ. The Spy Within) — фильм режиссёра Стива Рейлсбэка.
Оригинальное название фильма — «Полет голубки» (англ. — The Flight of the Dove).

## Сюжет
Главные герои фильма — обворожительная Алекс, (секретный агент, специализировалась на секс-шпионаже) и Уильям Рикман, профессиональный взрыватель, ранее занимался сносом домов.
Они случайно знакомятся в баре и у них начинается роман. За некоторое время до их знакомства Алекс решила бросить эту работу, поэтому спецслужбы пытаются убить девушку, а она с помощью Уильяма пытается спастись.

## В ролях
- Скотт Гленн — Уильям Рикман
- Тереза Расселл — Алекс
- Лейн Смит — Stephen Hahn
- Теренс Нокс
- Кэтрин Хелмонд
- Пантолиано, Джо
- Алекс Рокко
- Руди Рамос
- Гари Грэхэм — Сильвер

## Съёмочная группа
- Режиссёр: Стив Рейлсбэк
- Сценарист: Льюис Грин
- Продюсеры: Роджер Кормен, Майк Эллиот, Крис Науманн
- Композиторы: Дэвид Вурст, Эрик Вурст